# (6432) Темирканов
(6432) Темирканов (лат. Temirkanov) — типичный астероид главного пояса, открыт 3 октября 1975 года советским астрономом Людмилой Черных в Крымской астрофизической обсерватории и 8 августа 1998 года назван в честь дирижёра Юрия Темирканова.

## Обнаружение и именование
(6432) Темирканов
Открыт 3 октября 1975 года в Крымской астрофизической обсерватории Л. И. Черных.
Назван в честь выдающегося дирижёра Юрия Хатуевича Темирканова (р. 1938). С 1976 по 1988 год он был дирижёром Кировского театра в Ленинграде, где под его руководством был поставлен ряд великолепных опер и балетов. С 1988 года Темирканов является художественным руководителем и дирижёром оркестра Санкт-Петербургской филармонии. Он также является дирижёром Лондонского королевского оркестра и главным приглашённым дирижёром Дрезденской филармонии. Название предложено Союзом концертных работников России и поддержано первооткрывателем.
Оригинальный текст (англ.)6432 Temirkanov
Discovered 1975 Oct. 3 by L. I. Chernykh at the Crimean Astrophysical Observatory.
Named in honor of Yurij Khatuevich Temirkanov (b. 1938), an outstanding conductor. From 1976 to 1988 he was the conductor of the Kirov theater in Leningrad, where a number of splendid operas and ballets were produced under his leadership. Since 1988 Temirkanov has been the artistic director and orchestra conductor of the St. Petersburg Philharmonic Society. He is also a conductor of the London Royal Orchestra and a main invited conductor for the Dresden Philharmonic. Name suggested by the Union of Concert Workers of Russia and supported by the discoverer.
Источники: 19980808/MPCPages.arc; M.P.C. 32345.

## Физические характеристики
Астероид относится к таксономическому классу C.
По результатам наблюдений в видимом и ближнем инфракрасном диапазоне космического телескопа NEOWISE и наблюдений в инфракрасном диапазоне спутника Akari диаметр астероида оценивался равным 21,168±0,097 км, 23,38±0,51 км, 23,82±6,66 км, 23,73±7,16 км и 19,89±6,39 км. Согласно тем же источникам альбедо оценивается как 0,0469±0,0068, 0,034±0,002, 0,037±0,017, 0,04±0,04, 0,047±0,007 и 0,039±0,036.